# Humán 22-es kromoszóma
A 22-es kromoszóma egy a 24-féle humán kromoszóma közül. Egyike a 22 autoszómának.

## A 22-es kromoszóma jellegzetességei
- Bázispárok száma: 49 554 710
- Gének száma: 552
- Ismert funkciójú gének száma: 471
- Pszeudogének száma: 129
- SNP-k (single nucleotide polymorphism = egyszerű nukleotid polimorfizmus) száma: 169 471

## A 22-es kromoszómához kapcsolódó betegségek
Az O.M.I.M rövidítés az Online Mendelian Inheritance in Man, azaz Mendeli öröklődés emberben adatbázis oldalt jelöli, ahol további információ található az adott betegségről, génről.

| Veleszületett cardiomyopathia     |           |           | q11           | CTHM           |  |  |  |
| DiGeorge-szindróma                |           |           | q11           | DGCR, DGS, VCF |  |  |  |
| Hirschsprung betegség             |           |           | q12           | DOM            |  |  |  |
| Metakromatikus leukodisztrófia    |           |           | q13.31 – qter | ARSA           |  |  |  |
| Skizofrénia                       |           | q11 – q13 | SCZD4         |                |  |  |  |
| Parkinson-kór                     |           | q13.1     | CYP2D,P450C2D |                |  |  |  |
| Surdité non syndromique           | Domináns  |           |               |                |  |  |  |
| Leucodystrophie mégalencéphalique | Recesszív |           |               |                |  |  |  |

## Lásd még
- Kromoszóma
- Genetikai betegség
- Genetikai betegségek listája